# Epitola tanganikensis
Epitola tanganikensis är en fjärilsart som beskrevs av James John Joicey och Talbot 1921. Epitola tanganikensis ingår i släktet Epitola och familjen juvelvingar. Inga underarter finns listade i Catalogue of Life.